# Borstell (Adelsgeschlecht)

Wappen derer von Borstell

Borstell ist der Name eines altmärkischen Uradelsgeschlechts. Namensgebend war der gleichnamige Stammsitz.

## Geschichte
Erstmals urkundlich erwähnt wird das Geschlecht im Juli 1209 mit den Brüdern Otto und Berwardus de Borstele in einer Urkunde des Markgrafen Albrecht II. von Brandenburg.
Das Geschlecht war ausschließlich in der Altmark begütert. Zu den Besitzungen der Borstell zählten die Güter Bellingen, Borstel, Brunkau, Cobelack, Dahlen, Darenstedt, Döbbelin, Eichstätt, Ost- und West Insel, Langen Salzwedel, Miltern, Nahrstädt, Ostheeren, Poritz, Schartau, Schindelhöfe, Schinne, Schorstädt, Groß- und Klein Schwarzlosen, Groß Schwechten, Stegelitz, Vielbaum, Windberge und Wollenrade. Bedienstet waren die Borstell auch in Mecklenburg.
Am 20. September 1820 erhielt Marie Brummer, Adoptivtochter der Wilhelmine von Borstell, die preußische Adelsanerkennung Borstell, bei Beilegung des Stammwappens.

## Wappen
Das Stammwappen zeigt in Silber ein grünes Kleeblatt, aus dessen Spalten drei schwarze Adlerflügel hervorgehen. Auf dem Helm mit schwarz-silbernen Decken vier schwarze Straußenfedern, zwischen denen drei blaue Lanzenfähnchen mit nach links wehenden Wimpeln stehen.
Es besteht eine Wappenverwandtschaft zu den altmärkischen von Bismarck.

## Namensträger
- Daniel Heinrich von Borstell (1638–1705), Landesdirektor der Altmark[5]
- Georg Friedrich von Borstell (* 24. Januar 1697; † 27. Juni 1741), Herr auf Schinne verheiratet mit Ehefrau Marie Elisabeth, geborene Quast aus dem Hause Protzen
  - Georg Christoph Ludolph von Borstell (1723–1777), preußischer Offizier und Verwaltungsbeamter, Direktor der Kriegs- und Domänenkammer in Königsberg und in Gumbinnen
  - Hans Friedrich Heinrich von Borstell (1730–1804), preußischer Generalleutnant
    - Karl Leopold Ludwig von Borstell (1773–1844), preußischer General der Kavallerie, Mitglied des Staatsrates und Ritter des Schwarzen Adlerordens
    - Karl Heinrich Emil Alexander von Borstell (1778–1856), preußischer Generalleutnant, Heirat 1803 mit Henriette Adelheid Oest von Drießen (* 10. September 1783; † 7. März 1853)
- Ludwig Friedrich Hans Christoph von Borstell (1759–1846), preußischer Generalmajor
- Ludwig von Borstell (1787–1839), preußischer Oberst, Ritter des Ordens Pour le Mérite
- Louis Ernst Eduard von Borstell (1812–1899), preußischer Generalleutnant
- Hans-Christoph von Borstell (1897–1982), deutscher Oberst

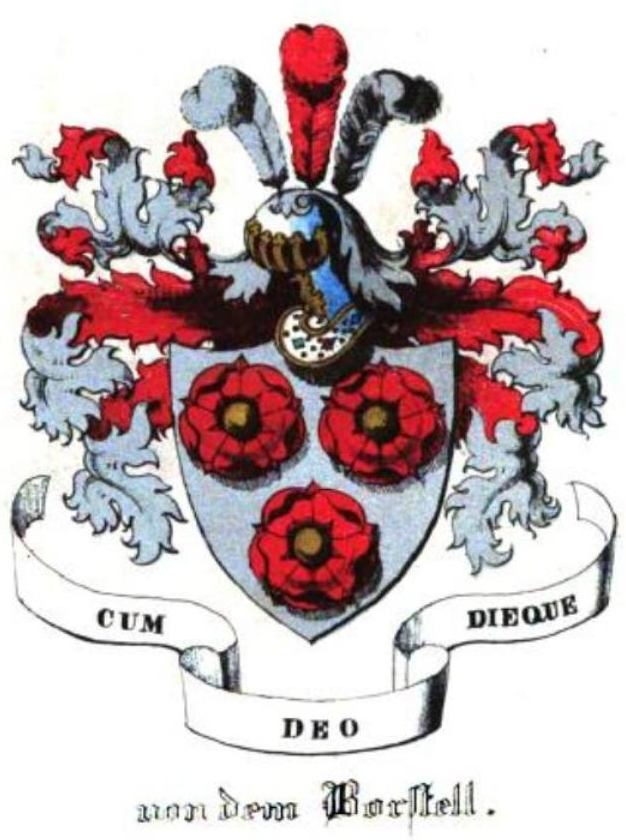
Wappen von dem Borstell

## von dem Borstell aus Niedersachsen
Die altmärkischen Borstell sind nicht zu verwechseln mit dem niedersächsischen Uradelsgeschlecht von dem Borstell, welches sich nach dem gleichnamigen Stammhause bei Bützfleth nannte und mit Nicolaus de Borstele am 16. Januar 1312 zuerst urkundlich wurde. Dieses führte im silbernen Schild drei (2, 1) rote Rosen und auf dem Helm mit rot-silbernen Decken drei (silbern-rot-silbern) Straußenfedern.